# Vella (Lumnezia)
Vella (, toponimo romancio; in tedesco Villa, desueto, ufficiale fino al 1987) è una frazione di 492 abitanti del comune svizzero di Lumnezia, nella regione Surselva (Canton Grigioni).

## Storia

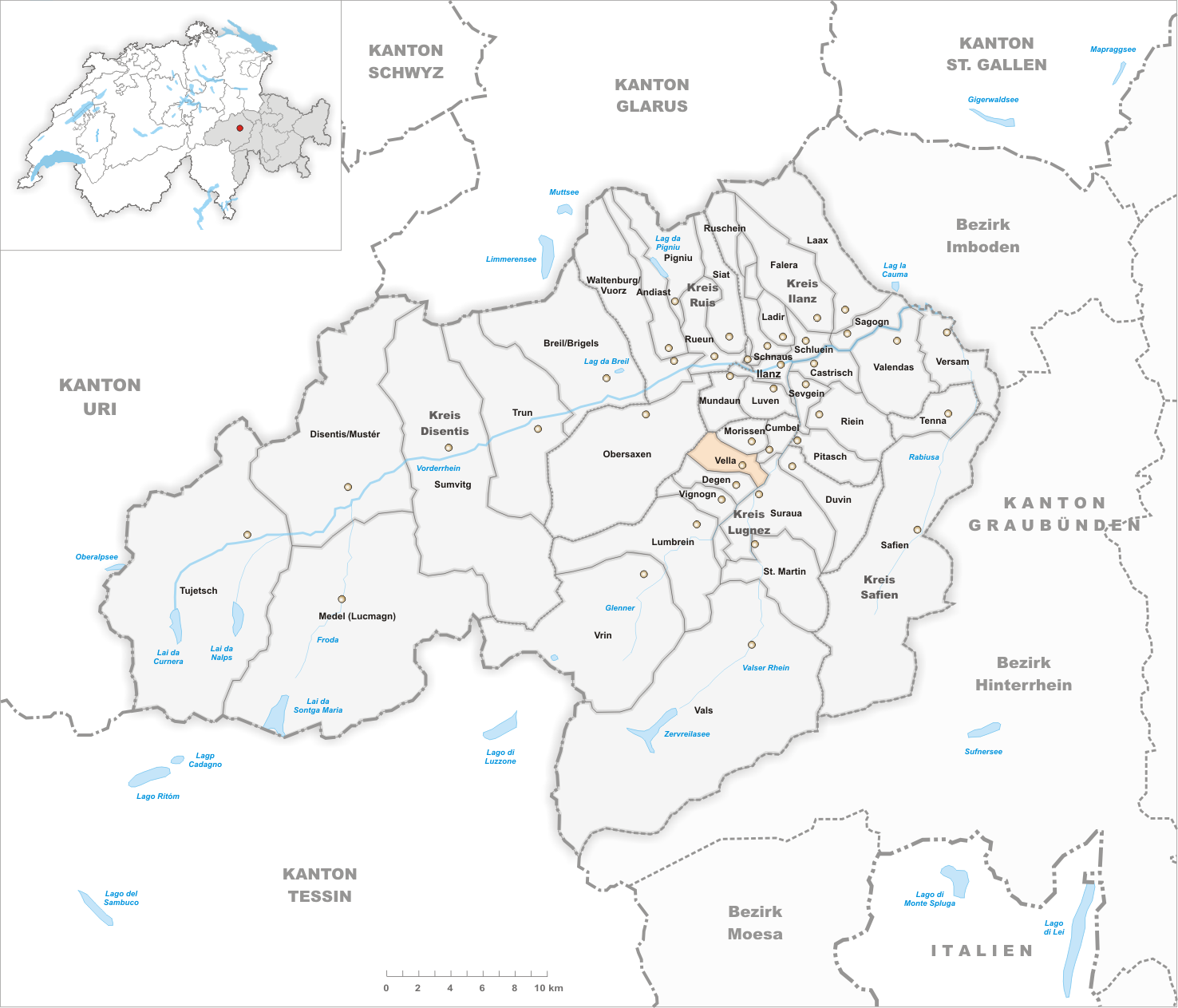
Il territorio del comune di Vella prima degli accorpamenti comunali del 2013

Già comune autonomo che si estendeva per 7,42 km² e che comprendeva anche la frazione di Pleif, il 1º gennaio 2013 è stato aggregato agli altri comuni soppressi di Cumbel, Degen, Lumbrein, Morissen, Suraua, Vignogn e Vrin per formare il nuovo comune di Lumnezia, del quale Vella è il capoluogo.

## Monumenti e luoghi d'interesse
- Chiesa parrocchiale cattolica di San Vincenzo in località Pleif, attestata dall'843 e ricostruita nel 1661-1662[2];
- Chiesa cattolica dei Santi Rocco e Sebastiano[2];
- Castello de Mont (Schloss de Mont)[2].

## Società

### Evoluzione demografica
L'evoluzione demografica è riportata nella seguente tabella:
Abitanti censiti

### Lingue e dialetti
Nel 2000 l'84% della popolazione parlava la lingua romancia.

## Economia
L'economia locale trae impulso dal turismo invernale (stazione sciistica sviluppatasi a partire dal 1970).